# Swift Reservoir
Das Swift Reservoir ist ein Stausee im Skamania County im US-Bundesstaat Washington. Er entstand 1958 nach dem Bau der Swift-Talsperre durch Aufstau des Lewis River.
Der Stausee ist rund 14 km lang und hat eine Fläche von 18,7 km². Er wird neben dem Lewis River von einigen Bächen wie dem Drift Creek und dem Range Creek gespeist, deren teilweise überfluteten Täler heute kleine Buchten des Swift Reservoirs bilden. Seinen Namen verdankt der Stausee dem unmittelbar beim Staudamm einmündenden Swift Creek, welcher am Südhang des nahen Mount St. Helens entspringt. Swift Reservoir ist der oberste und größte dreier Stauseen am Lewis River, flussabwärts liegen die Seen Yale Lake und Lake Merwin.
Zwei Freizeitanlagen – Swift Forest Camp und Eagle Cliff Park, beide mit Bootsanlegestellen – befinden sich am Ostende des Sees. Erreichbar sind diese über eine am Nordufer der Swift Reservoirs entlang führende Straße der Forstverwaltung des angrenzenden Gifford Pinchot National Forest.